# 憑依バカッター
憑依バカッター（ひょういバカッター）は、SODクリエイトのアダルトビデオシリーズの一つ。

## 概要
太田みぎわ監督が自ら監督、プロデュースを行う作品シリーズ。自身の手掛けたシリーズであり、レーベル化も果たした『これマジ！？女体に【憑依】できる男は実在した！』シリーズに時事ネタ要素であるバカッター問題を組み合わせたTSF（TransSexual Fiction）作品。
なんらかの憑依アイテムにより女性の体に男性の心が憑依し、コンビニエンスストア、ファミリーレストランなどひとつの設定化でバイトテロを行う内容。いずれの作品も別のバイトスタッフが携帯カメラで撮影、もしくは防犯カメラで撮影されていた映像を組み合わせたという設定であり、擬似ドキュメンタリーの側面も持つ。サンプル動画などではネットスラングを多用するのが特徴的。
2020年8月に太田みぎわがSODを退社しドグマに移籍したが、以降も同シリーズの新作が製作された。
また、太田みぎわも『集団憑依バカスタグラマーズ』として2020年12月に類似テイスト作品をドグマから発売。

## シリーズ
メーカーは全てSODクリエイト。
| 発売日         | タイトル | 出演     | 監督         | レーベル | 備考  |
| -------------- | --- | -------- | ------------ | -------- | ----- |
| 2019年6月6日   | 憑依バカッター バイトのキュートチャイニーズに憑依して好き放題大暴れ！！ | 御坂りあ | 太田みぎわ   | ノットリ |       |
| 2019年11月7日  | 憑依バカッター 小倉由菜 エロバカ行為怒涛の20連発 大大大炎上SP | 小倉由菜 | 太田みぎわ   | SODSTAR  |       |
| 2020年3月12日  | 憑依バカッター ファミレス編 2連続発売SP 前編「23時のスリル編」 | 美谷朱里 | 太田みぎわ   | ノットリ |       |
| 2020年3月26日  | 憑依バカッター ファミレス編 2連続発売SP 後編「25時の過激すぎワロタ編」 | 美谷朱里 | 太田みぎわ   | ノットリ | [ 6 ] |
| 2020年4月9日   | ノットリミラー号「女のオーガズムを体験したい」素人さんを憑依させてあげませんか？ 心優しき巨乳お姉さんをナンパして素人男性を乗っ取らせました！                                                            | -        | 太田みぎわ   | ノットリ |       |
| 2020年10月2日  | 憑依バカッター @美容院 前編 | 深田結梨 | みうられふと | ノットリ |       |
| 2020年10月16日 | 憑依バカッター @美容院 後編 | 深田結梨 | みうられふと | ノットリ |       |
| 2020年12月4日  | 憑依バカッター コンビニ崩壊クソワロタwwww エクストリーム前編 | 渚みつき | 太田みぎわ   | ノットリ | [ 7 ] |
| 2020年12月11日 | 憑依バカッター テンション爆上げ！！！！！ 2億％悪ふざけwwwww 女も男もコンビニも全部ぶっ壊す！！！！！ エクストリーム後編                                                                                 | 渚みつき | 太田みぎわ   | ノットリ | [ 7 ] |
| 2024年1月25日  | 憑依バカッター 神木麗 奇跡のクリスマスプレゼント？！ デカ乳バイトちゃんのカラダ使って大暴走じゃーいww クリスマスのコンビニで再びエロバカ大炎上スペシャル聖夜のおっぱいま〇こ投稿！29連発マシマシ祭り！！ | 神木麗   | 夕刊         | SENZ     |       |